# Elverum

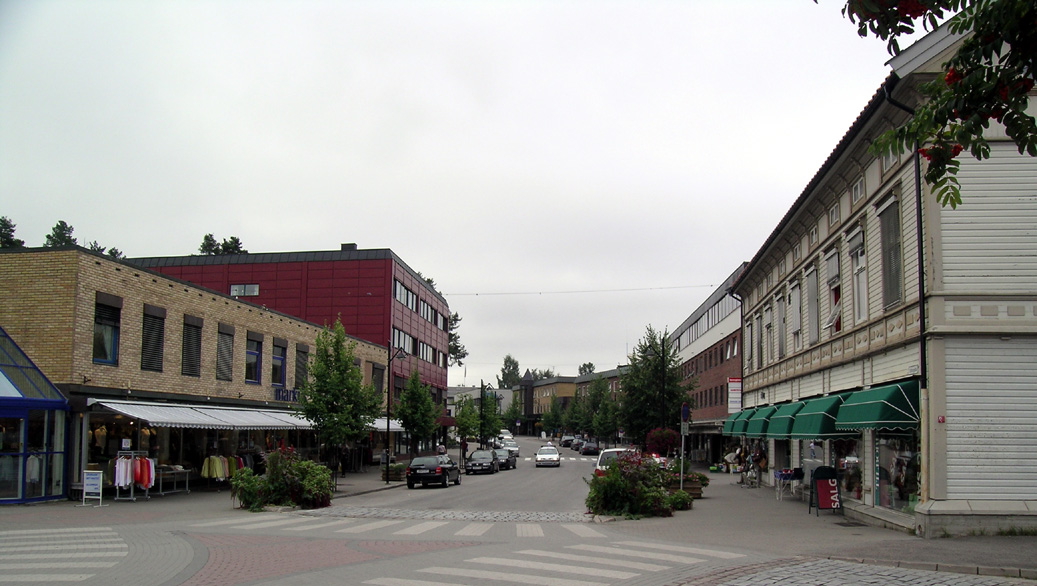

Elverum est une commune dans le comté d'Innlandet, en Norvège. 
Elverum s'étend sur une importante voie de communication reliant Hamar à l'ouest, Kongsvinger au sud, et Trysil à la frontière suédoise au nord-est. Elle est bordée, au nord, par la municipalité de Åmot, à l'est par celle de Trysil, au sud, par celle de Våler et à l'ouest par Løten.

## Histoire
Pendant la Guerre de sept ans nordique (1563 - 1570), les troupes suédoises ont envahi la Norvège dans un certain nombre d'endroits, y compris un certain nombre d'incursions dans le Østerdal. Et c'est en 1563 que les troupes norvégiennes ont arrêté l'avance suédoise à Elverum.
Les constructions de forteresses ont commencé en 1673 pendant la guerre de Gyldenløve comme celle de la Hammersberg Skanse (également désignée sous le nom de Terningen Skanse) ; bastion encore préservé aujourd'hui.
Elle a été renommée forteresse de Christiansfjell en 1685 par Christian V pendant sa visite au skanse de Hammersberg le 14 juin. Bien que la forteresse ait été équipée par la grande guerre nordique, la ville était le terrain des principales batailles. En 1742, la forteresse de Christiansfjell fut fermée. Un régiment norvégien d'infanterie, régiment d'Oppland, a été formé en 1657 et Elverum est devenue ville de garnison. Le secteur de population à l'est du fleuve appelé Leiret (littéralement le camp) à côté de la forteresse de Christiansfjell a été saisi et occupé par des soldats, aussi bien que les négociants et les artisans qui s'y sont installés tout près. Même à ce jour, le secteur d'Elverum à l'est du fleuve est désigné sous le nom de Leiret.
En 1878, Terningmoen à Elverum est devenue la base d'origine pour le régiment d'Oppland et l'artillerie, une école ayant été fondée ici en 1896.
Le régiment d'Oppland a une histoire de participation courageuse dans le combat des guerres suédoises du XVIIe siècle, et par les Allemands durant l'invasion de la Norvège en 1940. En tant qu'élément de restructuration générale, l'unité a été congédiée en 2002.

### Elverum comme Ville
Dans la période Dano-norvégienne, Elverum était l'endroit pour un conseiller municipal (fogd), un juge (sorenskriver), une évêque (prost), aussi bien que de nombreux dirigeants militaires.
Il est devenu important pour son marché en centre-ville. En 1570, la cathédrale d'Hamar a été brûlée et le château de Hamarhus a été détruit par les armées suédoises pendant la guerre de sept ans Nordiques. Hamar a perdu son statut de ville, ne partant d'aucun kjøpstad, ou de ville officielle du marché, entre Christiania et Trondheim. La Norvège orientale a eu besoin d'un marché organisé pour les marchandises marchandes. Le marché de Grundset (Grundsetmart'n) dans la municipalité d'Elverum est devenu le point de rassemblement dès le XVIIe siècle. D'ici 1767, il a été décrit comme le plus grand et le plus célèbre marché de Norvège. La première semaine de mars, pendant presque 300 années, les gens de la zone se sont réunis pour commercer et célébrer. Les gens de Gudbrandsdal, d'Oslo, de Trøndelag et de Suède également sont régulièrement venus au Grundsetmart'n. Le marché de Grundset a été finalement abandonné en 1901, quand les pressions du chemin de fer (NSB) et d'autres marchés l'ont rendu superflu.
Elverum a été la ville du marché pour Østerdal depuis le XVIIIe siècle. La ligne de chemin de fer reliant Oslo à Trondheim passe par Elverum en 1877.

### L'histoire récente de la ville
La municipalité d'Elverum a servi de capitale provisoire à la Norvège pendant l'invasion allemande durant la Seconde Guerre mondiale. Le 9 avril 1940, les troupes norvégiennes empêchent les Allemands de prendre le pays, tandis que le Parlement se réunit pour la question des accords d'Elverum, de forcer la démission du gouvernement norvégien jusqu'à ce que le Parlement puisse encore s'assembler. Le 11 avril, peu de temps après le refus du gouvernement de se soumettre aux limites allemandes, le centre d'Elverum a été réduit en cendres.

## Personnalités liées à la ville
- Gerhard Munthe (1849-1929) y est né.
- Olaf Aakrann (1856-1904), peintre né à Elverum
- Einar Liberg (1873-1955), tireur sportif, quadruple champion olympique.
- Roy Khan (1971), chanteur du groupe Kamelot.
- Anita Moen (1967), fondeuse.
- Bjørn Dæhlie  (1967), fondeur.
- Rawdna Carita Eira (1970), écrivaine.
- Marcus Gunnarsen (2002), membre du groupe Marcus & Martinus
- Martinus Gunnarsen (2002), membre du groupe Marcus & Martinus

## Sports
Le club de handball de la ville, l'Elverum Handball, est le club le plus titré du Championnat de Norvège masculin avec une onzième victoire en 2020.